# Umi
Umi (jap. 宇美町 Umi-machi) – miasto w Japonii, na wyspie Kiusiu, w prefekturze Fukuoka. Według danych na rok 2020 miejscowość zamieszkiwało 37 671 mieszkańców , a gęstość zaludnienia wyniosła 1247 os./km².